# Мініади
Мініади (грец. Μινυάδες) — дочки орхоменського володаря Мінія. Левкіппа, Арсіппа й Алкітоя, які зневажили культ Діоніса й відмовилися брати участь у його містеріях. Діоніс обернув їх на кажанів (варіант: покарав безумством, через що вони вбили сина Левкіппи Гіппаса).